# Febbre (Mao e la Rivoluzione)
Febbre è il primo singolo estratto da Sale, album d'esordio del gruppo musicale italiano Mao e la Rivoluzione, pubblicato dall'etichetta discografica Virgin Music nel 1996.

## Tracce
12"
1. Febbre (Cosavuoldireaveremix) – 4:48
2. Febbre (Sottoterramix) – 8:12
3. Febbre (Febbre Gialla) – 6:04
4. Febbre (Aerobica Club Mix) – 4:47
5. Febbre (Radio Edit) – 3:47

CD promo
1. Febbre (Radio Edit) – 3:48

## Crediti
Testo di Mauro “Mao” Gurlino. Musica di Mauro “Mao” Gurlino e Matteo Salvadori.
12"
- Febbre (Cosavuoldireaveremix) missata e prodotta da Roberto Vernetti
- Febbre (Sottoterramix) missata e prodotta da Federico Bersano Begey
- Febbre (Febbre Gialla) missata e prodotta da D-Phonics
- Febbre (Aerobica Club Mix) missata e prodotta da D-Phonics
- Febbre (Radio Edit) missata e prodotta da Max Casacci
- Prodotto e missato da Max Casacci
- Produzione: Mescal
- Edizioni: Essequattro Music Italia s.r.l.
- Numero di catalogo: VINPRO 01

CD promo
- Prodotto e missato da Max Casacci
- Produzione: Mescal
- Edizioni: Essequattro Music Italia s.r.l.
- Copertina: Francesco Bortone
- Impaginazione: Stefania Giarlotta
- Numero di catalogo: PCDG 44

## Videoclip
Per il videoclip di Febbre, la regia e la fotografia sono di Luca Pastore (futuro regista di videoclip, tra i tanti, per Africa Unite, Fluxus, Giorgio Ciccarelli, Linea 77, Luca Morino, Madaski, Sikitikis, Subsonica), il montaggio di Alberto Ruffico e le grafiche di Sara Persenda. Il videoclip, che vede il cameo di Giancarlo Cara (proprietario dello storico locale Giancarlo ai Murazzi del Po), è stato girato a Torino ed è stato montato in due versioni alternative.
- 1996 - Febbre (regia di Luca Pastore)[3]

## Formazione
- Mauro “Mao” Gurlino: voce, chitarra acustica
- Matteo Salvadori: chitarra elettrica
- Gianluca “Mago” Medina: basso
- Paolo “Gep” Cucco: batteria, campionatore
- Federico Bersano Begey: campionatore

## Curiosità
- Durante la presentazione a Torino del disco Il padrone della festa di Fabi Silvestri Gazzè, Daniele Silvestri ha dichiarato di avere ricordi legati alla città di Torino accompagnati dalle canzoni di Mao, tanto da essersi ispirato alla canzone Febbre per la sua Cohiba.